# Château de Landaville
Le château de Landaville est un château de la commune de Landaville à l'ouest du département des Vosges en région Lorraine.

## Histoire
Il existait au Moyen Âge à Landaville un château fort. On retrouve sa trace dans des documents de 1345. Détruit et reconstruit au fil des différentes guerres, l'histoire du château est très mouvementée. Il est reconstruit au XVIe siècle semble-t-il pour la famille du Hautoy, dont il ne subsiste aujourd'hui qu'une tour et une partie du gros-œuvre du bâtiment actuel.
Il est reconstruit de nouveau partiellement en 1732 (la date est portée par une pierre de fondation déposée) pour le comte Jean-Jacques de Taxis et son épouse la comtesse Charlotte de Ligniville.
Vendu comme bien national lors de la Révolution française, les bâtiments sont partiellement détruits au début du XIXe siècle. L'édifice actuel de dépendances, appelé le pavillon, est en grande partie repercé à partir de 1823 par le propriétaire de l'époque, M. May, banquier. Celui-ci étant en faillite en 1829, le château est acheté par la famille Plumerel. L'un de ses descendants, Alexandre Chapier, revend le château pour pouvoir se consacrer entièrement au développement de la station thermale de Martigny-les-Bains. Son fils Maurice Chapier rachète toutefois le château 32 ans après sa vente, tenant particulièrement à cette demeure familiale. Ses descendants restent propriétaires jusqu'en 1988.
Les propriétaires actuels ont acheté le château en 2008. Ils le rénovent, aménagent l'aile de droite en appartements locatifs, réorganisent les jardins, construisent une serre, etc. Le château ne fait actuellement l'objet d'aucune inscription ou classement au titre des monuments historiques, mais est répertorié dans l'inventaire général du patrimoine culturel.

## Description
Le château était une vaste propriété avec beaucoup de dépendances dont un moulin alimenté par un étang, un pressoir et deux colombiers. Aujourd'hui le château forme un "L" dont la façade principale est orientée nord-est vers le village de Landaville le Bas, avec une cour d'honneur fermée par une grille et des dépendances de chaque côté. Il a quatre niveaux d'élévation: sous-sol, rez-de-chaussée, 1er étage, 2e étage sous les combles.
À l'arrière, le parc du château accueille un colombier du XVIIIe siècle, une gloriette d'époque 1900, et un étang avec une île accessible par un pont. Le colombier possède des alvéoles constituées d'une armature en osier remplie de torchis de paille et de terre recouverte d'un enduit à base de chaux. L'échelle centrale pivotante permet de grimper à hauteur des niches et de prélever les jeunes pigeons. L'étang fermé par une digue est alimenté par un ruisseau, le Petit Bani, qui se jette un peu plus loin dans le Bani (à Landaville-le-Bas). Une construction permet de vidanger l'étang par un tunnel, permettant aussi de récupérer les poissons dans un petit bassin en contrebas, la pêcherie.

#### Autour de Neufchâteau
- Basilique du Bois-Chenu
- Château d'Autigny
- Château de Bazoilles
- Château de Beaufremont
- Chapelle de Bermont
- Château de Bourlémont
- Château du Châtelet
- Château de Roncourt
- Château de Sandaucourt
- Maison natale de Jeanne d'Arc
- Sanctuaire gallo-romain de Grand